# Marcell Dareus
Marcell Dareus (Birmingham, 13 marzo 1990) è un giocatore di football americano statunitense attualmente free agent, che milita nel ruolo di nose tackle nella della National Football League (NFL). Fu scelto come terzo assoluto nel Draft NFL 2011 dai Buffalo Bills. Al college ha giocato a football all'Università dell'Alabama vincendo il campionato NCAA nel 2009.

## Carriera universitaria
Al college, Dareus ha giocato a football alla Università dell'University of Alabama, nel ruolo di defensive end nella difesa 3-4 dei Crimson Tide. Ha guidato la Southeastern Conference in sack nella stagione 2009 ed è stato nominato MVP difensivo del BCS National Championship Game 2010

## Carriera professionistica

### Buffalo Bills
Al draft NFL 2011, Dareus fu selezionato come 3a scelta assoluta dai Bills, scegliendo il numero di maglia 99. Il 29 luglio 2011 firmò un contratto di 4 anni per un totale di 20,4 milioni di dollari. Il debutto nella NFL avvenne l'11 settembre 2011 a Kansas City contro i Chiefs. Nella sua stagione da rookie disputò come titolare in tutte le 16 gare della stagione regolare dei Bills, facendo registrare 5,5 sack, il massimo per un esordiente dei Bills dai tempi di Aaron Schobel, malgrado abbia sofferto di infortuni alla spalla e alla mano durante l'annata.
Nella sua seconda stagione, Dareus mise a segno altre 5,5 sack, oltre a 39 tackle e 6 passaggi deviati.
Nella settimana 4 della stagione 2013, Dareus mise a segno due sack su Joe Flacco, contribuendo alla vittoria sui Baltimore Ravens. La sua stagione si concluse con i nuovi primati in carriera di tackle (71), sack (7,5) e fumble forzati (1), venendo convocato per il suo primo Pro Bowl al posto dell'infortunato Justin Smith dei San Francisco 49ers. Fu inoltre votato al 62º posto nella NFL Top 100 dai suoi colleghi.
Nella settimana 5 del 2014, Dareus fece registrare un nuovo primato personale, mettendo a segno 3 sack su Matthew Stafford, nella vittoria in rimonta sui Lions, oltre a nove tackle e un fumble forzato che gli valsero il premio di miglior difensore della AFC della settimana. A fine stagione fu convocato per il secondo Pro Bowl in carriera e inserito nel First-team All-Pro. Inoltre fu classificato al 53º posto nella NFL Top 100.

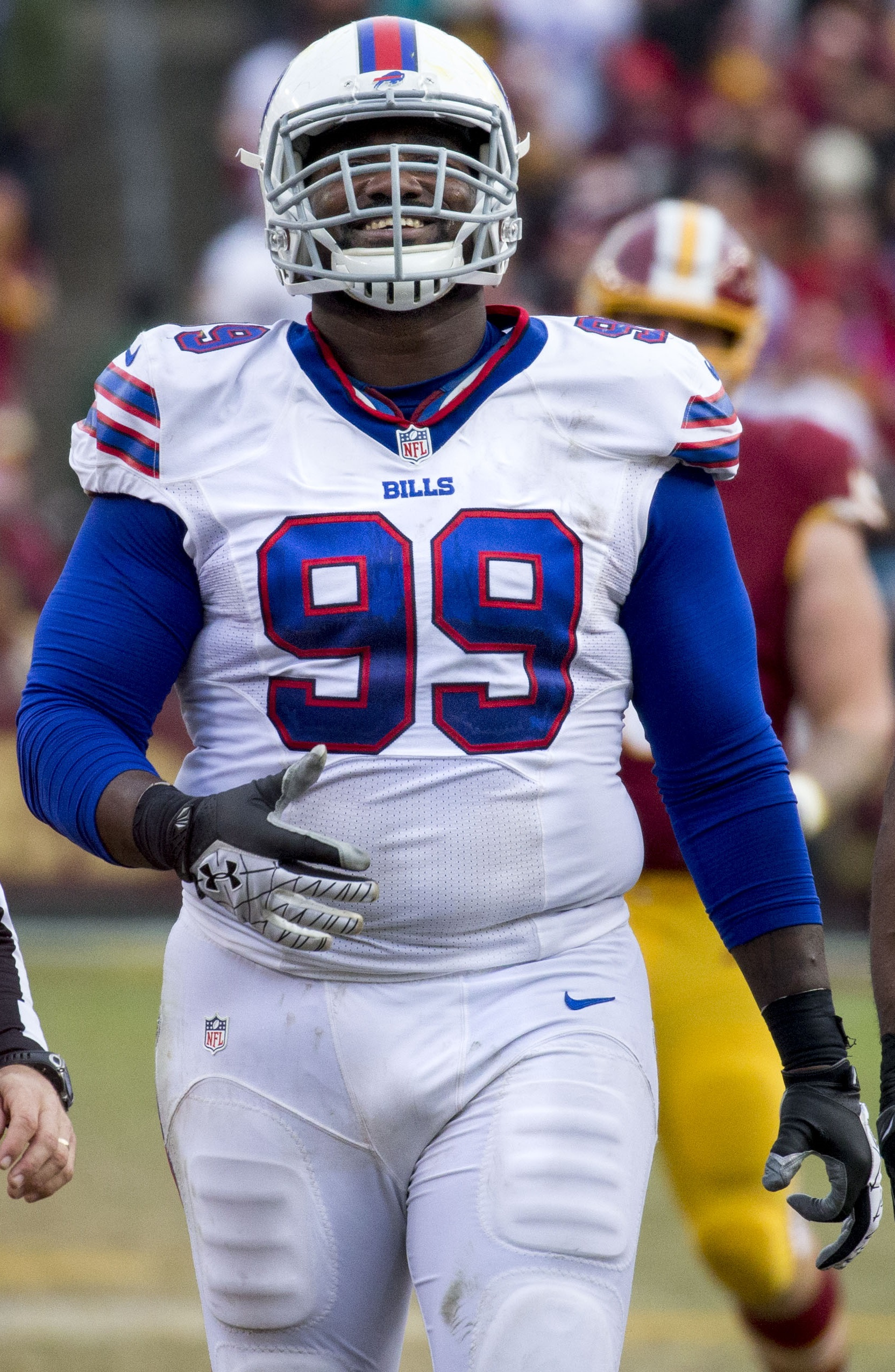
Dareus nel 2015

Il 21 maggio 2015, Dareus fu sospeso per la prima gara della stagione per abuso di sostanze dopanti. Il 10 settembre firmò un rinnovo contrattuale di sei anni del valore di 100 milioni di dollari. Il 16 agosto 2016 fu nuovamente sospeso per quattro partite per avere fallito un test antidoping.

### Jacksonville Jaguars
Il 27 ottobre 2017, Dareus fu scambiato con i Jacksonville Jaguars per una scelta del sesto giro del Draft 2018.

## Palmarès
- Convocazioni al Pro Bowl: 2

2013, 2014
- First-team All-Pro: 1

2014
- Difensore della AFC della settimana: 1

5ª del 2014
- Rookie della settimana: 1

8ª del 2011
- PFWA All-Rookie Team - 2011

## Statistiche
| Partite totali      | 78   |
| Partite da titolare | 75   |
| Tackle totali       | 253  |
| Sack                | 30,5 |
| Intercetti          | 0    |
| Fumble forzati      | 2    |

Statistiche aggiornate alla stagione 2015